# Rho Herculis
Rho Herculis (ρ Her / 75 Herculis) es una estrella doble en la constelación de Hércules.
Las dos estrellas, separadas visualmente 4 segundos de arco, brillan con magnitud aparente +4,56 y +5,42.
Se encuentran a 402 años luz de distancia del sistema solar.
La más brillante del par, Rho Herculis A (HD 157779 / HR 6485), es una gigante blanco-azulada de tipo espectral B9.5III. Con una luminosidad 251 veces mayor que la del Sol, un diámetro 4,8 veces más grande que el de nuestra estrella y una masa de 3,2 masas solares, parece ser más una subgigante que una verdadera gigante.
Su compañera, Rho Herculis B (HD 157778 / HR 6484), es una estrella blanca de la secuencia principal de tipo A0V, 103 veces más luminosa que el Sol, con un radio de 3,4 radios solares y una masa de 2,9 masas solares. Aunque ambas rotan rápidamente, la velocidad de rotación de Rho Herculis B —291 km/s— es claramente superior a la de su compañera —73 km/s—.
La rotación más lenta de esta última ha permitido la difusión de algunos elementos, siendo considerada una estrella de silicio.
La separación real entre Rho Herculis A y Rho Herculis B es de al menos 500 UA.
Se piensa que Rho Herculis A puede tener una compañera cercana, denominada Rho Herculis Aa, de la que nada se conoce.
Asimismo, a casi 2 minutos de arco, se puede observar una tenue estrella de magnitud 13, llamada Rho Herculis C; su movimiento sugiere que existe una relación física con la brillante estrella doble.
Si ello es así, Rho Herculis C es una enana naranja con una masa aproximada de 0,6 masas solares.
El sistema tiene una edad aproximada de 300 millones de años.